# Elettroutensile
Per elettroutensile si intende un attrezzo di lavoro azionato dall'energia elettrica.

## Storia
La storia degli elettroutensili risale al 1867. Quell'anno il tedesco Wilhelm Emil Fein con il fratello Carl fonda una "Werkstatt für elektrische und physikalische Apparate". La firma C. & E. Fein venne fondata. Nel 1886 viene fondata da Robert Bosch la "Werkstätte für Feinmechanik und Elektrotechnik" a Stoccarda. La Allgemeine Elektricitäts-Gesellschaft (AEG) presenterà otto anni più tardi il primo esempio di foratrice portatile. Nel 1908 la AEG presenta la prima forma a pistola di elettroutensile, il trapano, ma la Black & Decker (fondata nel 1910 come The Black & Decker Manufacturing Company) nel 1917 lo brevetta. Nel 1929 venne inventato il "flessibile" da parte della tedesca FLEX.
Nel 1932 viene creato il multiutensile della Dremel, nel 1939 il primo martello elettrico dalla AEG, il primo seghetto elettrico dalla Bosch e nel 1950 la prima smeriglio portatile dalla Metabo.
Circa il 40% del fatturato mondiale di aziende del settore proviene da società tedesche come AEG Electric Tools, Baier, Bosch, Fein, Festool, Flex, Metabo.

## Descrizione
L'apparato è solitamente fornito di motore elettrico, che può essere a corrente alternata o a corrente continua nei piccoli elettroutensili, che aziona mediante opportuni meccanismi degli utensili che compiono un lavoro su dei materiali di diversa natura come legno, metalli, polimeri, vetro e ceramiche. Alcuni elettroutensili sono collegabili alla corrente elettrica degli impianti civili e industriali, altri sono forniti di energia attraverso accumulatore elettrico, come nei dispositivi portatili.

## Esempi

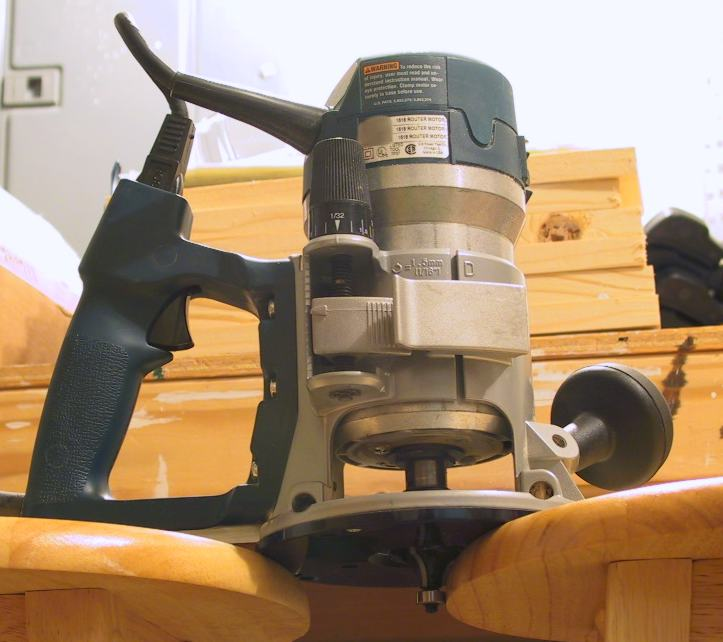
Fresatrice
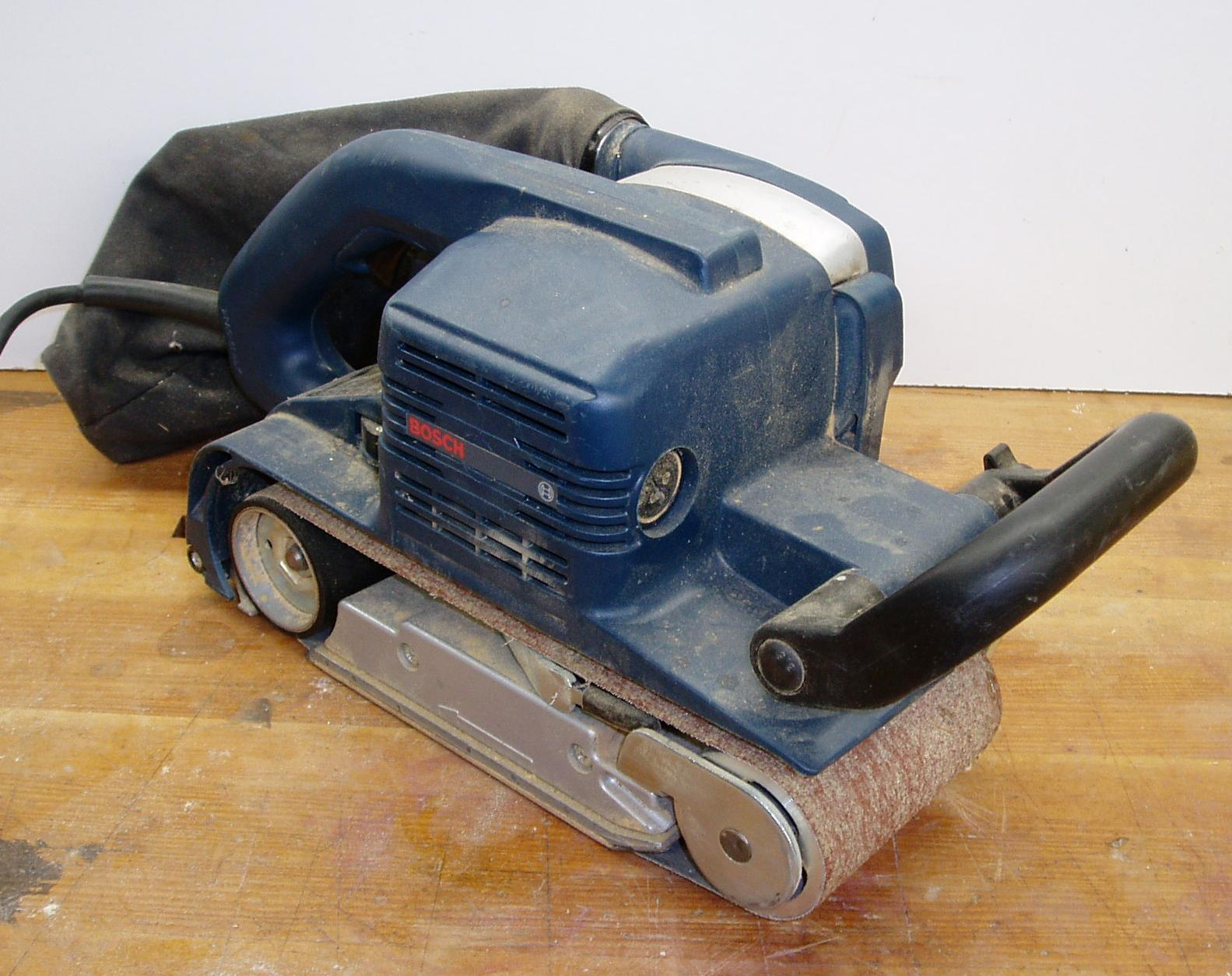
Levigatrice a nastro
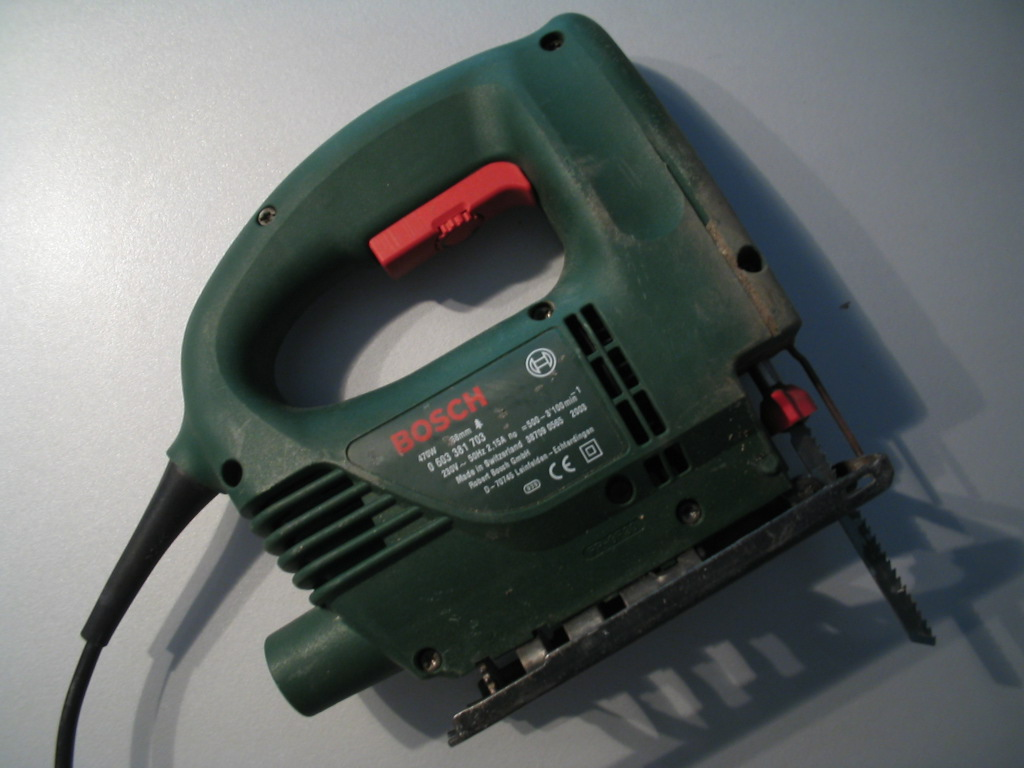
Seghetto alternato
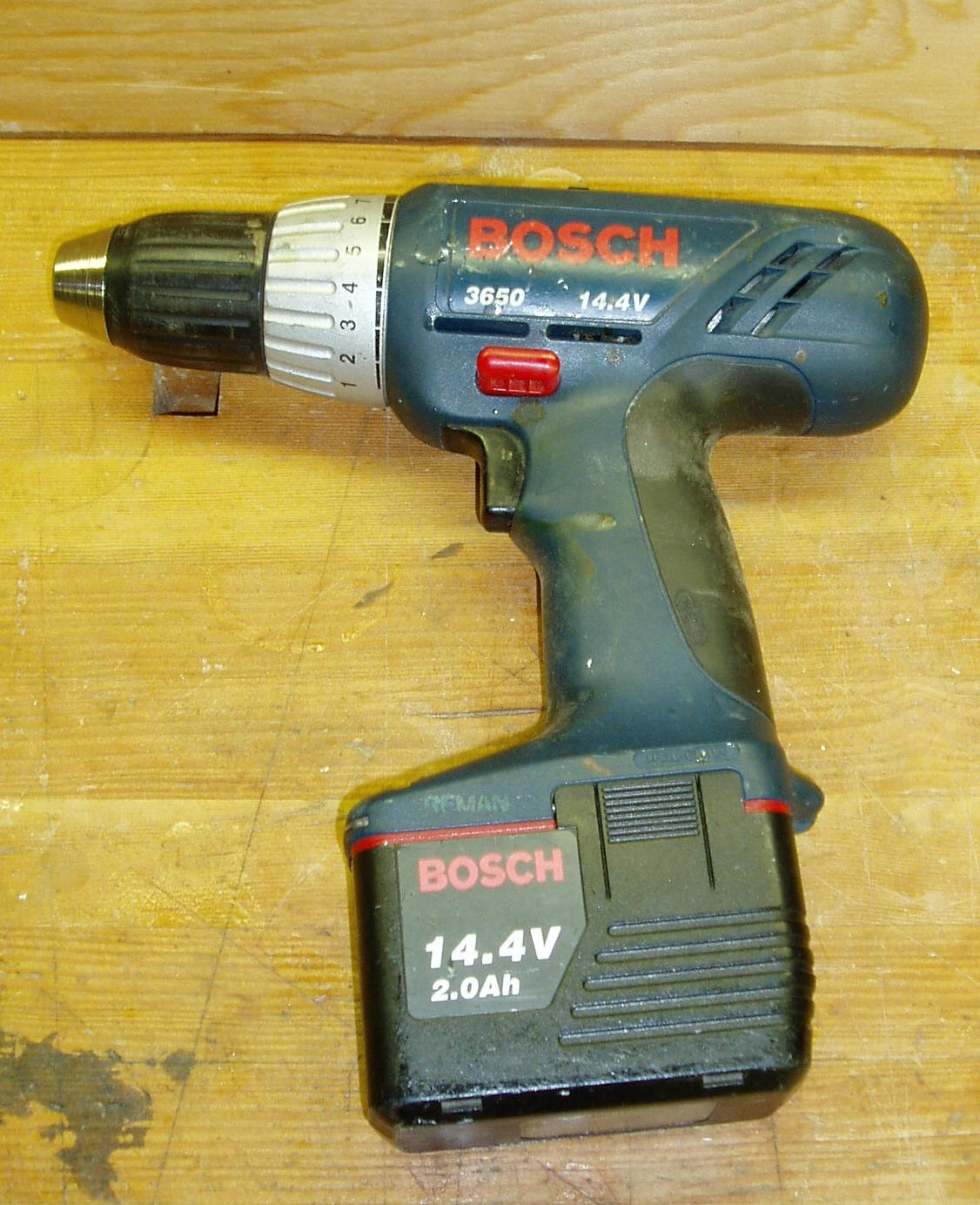
Avvitatore a batteria
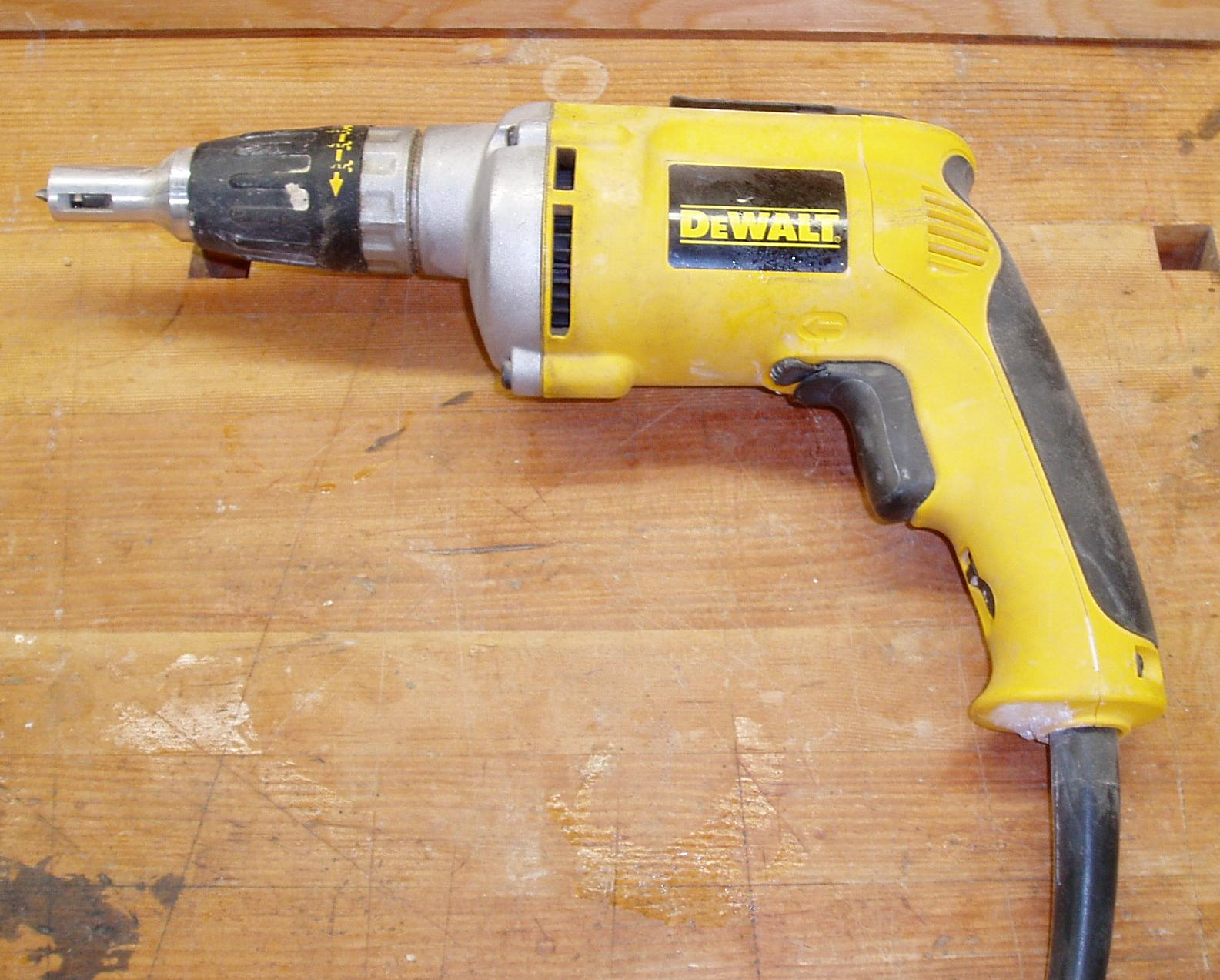
Avvitatore
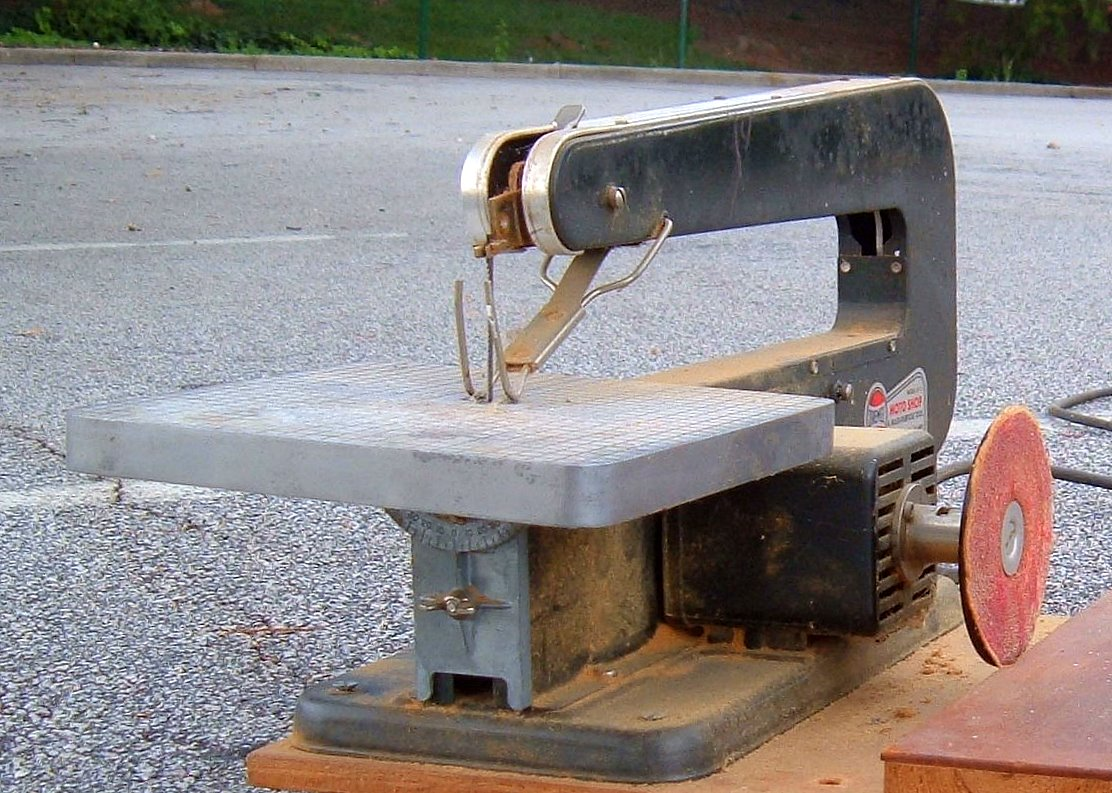
Sega da traforo

## Costruttori principali
- AEG Electric Tools
- Baier Elektrowerkzeuge
- Black & Decker
- BOSCH (Skil, Dremel)
- Casals Power Tools
- DeWalt
- Dolmar
- Duss
- Einhell Germany AG
- Fein

- Festool
- Flex
- Hilti
- Hitachi
- Kress
- Mafell
- Makita
- Metabo
- Milwaukee
- Narex

- Panasonic
- Parkside®
- Perles Power Tools
- RYOBI
- Stihl
- Trend
- Trotec
- Trumpf
- Würth